# Roger Teillet
Pour les articles homonymes, voir Teillet.
Jean-Baptiste Roger Joseph Camille Teillet (21 août 1912-1er mai 2002) est un homme politique canadien du Manitoba. Il est député fédéral libéral de la circonscription manitobaine de Saint-Boniface de 1962 à 1968 . Il est ministre dans les cabinets des premiers ministres Lester Pearson et Pierre Elliott Trudeau.
Il est également député libéral-progressiste provincial de la circonscription manitobaine de Saint-Boniface de 1953 à 1959.

## Biographie
Né à Saint-Vital (aujourd'hui Winnipeg) au Manitoba, Teillet naît dans l'une des plus connues des familles métisses, soit la famille Riel. Teillet est aussi un descendant de Marie-Anne Gaboury et Jean-Baptiste Lagimodière qui sont les grands-parents de Louis Riel.
Teillet étudie dans les écoles de Saint-Vital et de Saint-Boniface, ainsi qu'au Collège Saint-Boniface.

## Seconde Guerre mondiale
Durant la Seconde Guerre mondiale, Teillet sert comme Flight lieutenant dans l'Aviation royale canadienne en tant que navigateur dans un bombardier Halifax. Il prend part à 24 bombardement au-dessus de l'Allemagne avant que son avion soit abattu au-dessus de la France en 1943. Après une cavale de 15 jours, il est capturé par les Allemands près de la rivière Cher et passe ensuite près de trois ans comme prisonnier de guerre au camp de Stalag Luft III localisé à Sagan (aujourd'hui à Żagań en Pologne). Les conditions du camp ne sont pas particulièrement brutales et il n'est pas soumis aux travaux forcés. En tant que prisonnier de guerre, il continue d'étudier en programme éducatif qu'il met en place en utilisant l'expertise des prisonniers sur place.
En janvier 1945, les prisonniers sont évacués et forcé de parcourir l'Allemagne afin d'échapper aux avancées alliées. En mai 1945, Teillet se rend à l'Armée britannique près de Brême et est transféré à Bruxelles.
De retour au Canada, Teillet s'engage dans une entreprise d'assurances à Winnipeg.

## Carrière politique
Teillet s'intéresse très vite à l'action publique et s'implique dans l'Union national métisse en tant qu'organisateur.

### Politique provinciale
Élu député à l'Assemblée législative du Manitoba en 1953, il est élu dans la circonscription de Saint-Boniface qui est alors représentée par deux députés. Il est alors député d'arrière-ban du gouvernement de Douglas Lloyd Campbell. Réélu en 1956, alors simple représentant de la circonscription, il ne se représente pas en 1958.

### Politique fédérale
Élu sur la scène fédérale en 1962 et réélu en 1963, il est nommé ministre des Anciens combattants dans le gouvernement de Lester Pearson.
En tant que ministre, Teillet est confronté à plusieurs controverses. La Légion royale canadienne s'opposait entre autres au projet de nouveau drapeau du Canada. Il siège au Comité pour le nouveau drapeau en tant que membre ex officio et sert d'intermédiaire avec la Légion. Il est aussi impliqué dans la refonte des hôpitaux pour anciens combattants et de représenter le Canada lors des cérémonies en Europe entre 1964 et 1966.
Teillet est nommé à la tête de la Commission sur le Régime de pensions du Canada par le premier ministre Pierre Elliott Trudeau. Alors toujours dans le cabinet, il travaille à la réforme de la pension pour les vétérans. Il démissionne du cabinet en 1968 après avoir échoué à remporté l'investiture à sa réélection et siège à la Commission jusqu'à sa retraite en 1980.

## Fin de vie
Teillet meurt à Ottawa en 2002 et est inhumé au Green Acres Cemetery de Saint-Boniface.